# Wembley Championship

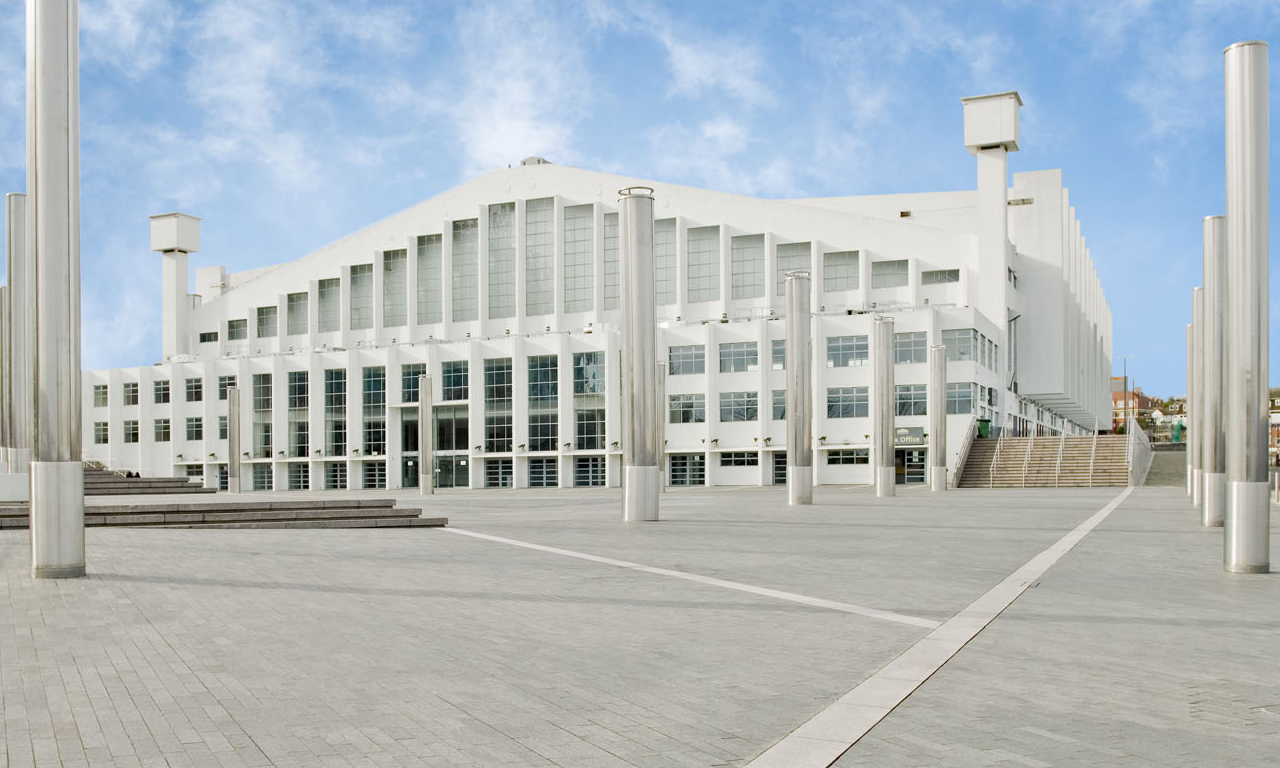
Wembley Arena

El Wembley Championship fue un torneo de tenis celebrado en el Wembley Arena en Wembley, Inglaterra, Reino Unido. Se realizó de forma intermitente entre los años 1934 y 1990. Formó parte de los Grand Slams profesionales entre los años 1927 y 1967, año en que se instauró la era Open.
Hasta la aparición de la era open, el Wembley Championship fue considerado uno de los torneos de tenis profesionales más prestigiosos del mundo junto con el United States Professional Tennis Championship y el French Pro Championship. Hasta el año 1950 se llamó Wembley Professional Championships, entre el 1951 y 1967 se llamó London Indoor Professional Championships, el 1968 se llamó Kramer Tournament of Champions, entre el 1969 y 1971 se llamó British Covered Court Championships y hasta la última edición se llamó Benson & Hedges Tournament.
Los resultados completos están disponibles 1934 y 1967.

## Palmarés

### Individual Masculinos

#### Era Amateur
| Año  | Vencedor                                    | Finalista                                   | Resultado                                   |
| ---- | ------------------------------------------- | ------------------------------------------- | ------------------------------------------- |
| 1934 | Ellsworth Vines                             | Hans Nüsslein                               | Formato RR                                  |
| 1935 | Ellsworth Vines                             | Bill Tilden                                 | 6−1, 6−3, 5−7, 3−6, 6−3                     |
| 1936 | Ellsworth Vines (3)                         | Hans Nüsslein                               | 6−4, 6−4, 6−2                               |
| 1937 | Hans Nüsslein                               | Bill Tilden                                 | 6−3, 3−6, 6−3, 2−6, 6−2                     |
| 1938 | Hans Nüsslein (2)                           | Bill Tilden                                 | 7−5, 3−6, 6−3, 3−6, 6−2                     |
| 1939 | Don Budge                                   | Hans Nüsslein                               | Formato RR                                  |
| 1940 | No se disputó por la Segunda Guerra Mundial | No se disputó por la Segunda Guerra Mundial | No se disputó por la Segunda Guerra Mundial |
| 1941 | No se disputó por la Segunda Guerra Mundial | No se disputó por la Segunda Guerra Mundial | No se disputó por la Segunda Guerra Mundial |
| 1942 | No se disputó por la Segunda Guerra Mundial | No se disputó por la Segunda Guerra Mundial | No se disputó por la Segunda Guerra Mundial |
| 1943 | No se disputó por la Segunda Guerra Mundial | No se disputó por la Segunda Guerra Mundial | No se disputó por la Segunda Guerra Mundial |
| 1944 | No se disputó por la Segunda Guerra Mundial | No se disputó por la Segunda Guerra Mundial | No se disputó por la Segunda Guerra Mundial |
| 1945 | No se disputó por la Segunda Guerra Mundial | No se disputó por la Segunda Guerra Mundial | No se disputó por la Segunda Guerra Mundial |
| 1946 | No se disputó por la Segunda Guerra Mundial | No se disputó por la Segunda Guerra Mundial | No se disputó por la Segunda Guerra Mundial |
| 1947 | No se disputó por la Segunda Guerra Mundial | No se disputó por la Segunda Guerra Mundial | No se disputó por la Segunda Guerra Mundial |
| 1948 | No se disputó por la Segunda Guerra Mundial | No se disputó por la Segunda Guerra Mundial | No se disputó por la Segunda Guerra Mundial |
| 1949 | Jack Kramer                                 | Bobby Riggs                                 | 2−6, 6−4, 6−3, 6−4                          |
| 1950 | Pancho Gonzales                             | Welby Van Horn                              | 6−3, 6−3, 6−2                               |
| 1951 | Pancho Gonzales                             | Pancho Segura                               | 6−2, 6−2, 2−6, 6−4                          |
| 1952 | Pancho Gonzalez                             | Jack Kramer                                 | 3−6, 3−6, 6−2, 6−4, 7−5                     |
| 1953 | Frank Sedgman                               | Pancho Gonzalez                             | 6−1, 6−2, 6−2                               |
| 1954 | No disputado                                | No disputado                                | No disputado                                |
| 1955 | No disputado                                | No disputado                                | No disputado                                |
| 1956 | Pancho Gonzalez (4)                         | Frank Sedgman                               | 4−6, 11−9, 11−9, 9−7                        |
| 1957 | Ken Rosewall                                | Pancho Segura                               | 1−6, 6−3, 6−4, 3−6, 6−4                     |
| 1958 | Frank Sedgman (2)                           | Tony Trabert                                | 6−4, 6−3, 6−4                               |
| 1959 | Mal Anderson                                | Pancho Segura                               | 4−6, 6−4, 3−6, 6−3, 8−6                     |
| 1960 | Ken Rosewall                                | Pancho Segura                               | 5−7, 8−6, 6−1, 6−3                          |
| 1961 | Ken Rosewall                                | Lew Hoad                                    | 6−3, 3−6, 6−2, 6−3                          |
| 1962 | Ken Rosewall                                | Lew Hoad                                    | 6−4, 5−7, 15−13, 7−5                        |
| 1963 | Ken Rosewall                                | Lew Hoad                                    | 6−4, 6−2, 4−6, 6−3                          |
| 1964 | Rod Laver                                   | Ken Rosewall                                | 7−5, 4−6, 5−7, 8−6, 8−6                     |
| 1965 | Rod Laver                                   | Andrés Gimeno                               | 6−2, 6−3, 6−4                               |
| 1966 | Rod Laver                                   | Ken Rosewall                                | 6−2, 6−2, 6−3                               |
| 1967 | Rod Laver                                   | Ken Rosewall                                | 2−6, 6−1, 1−6, 8−6, 6−2                     |

#### Era profesional
| Año  | Vencedor          | Finalista       | Resultado               |
| ---- | ----------------- | --------------- | ----------------------- |
| 1968 | Ken Rosewall (6)  | John Newcombe   | 6−4, 4−6, 7−5, 6−4      |
| 1969 | Rod Laver         | Tony Roche      | 6−4, 6−1, 6−3           |
| 1970 | Rod Laver         | Cliff Richey    | 6−3, 6−4, 7−5           |
| 1971 | Rod Laver (7)     | Ilie Nastase    | 3−6, 6−3, 3−6, 6−4, 6−4 |
| 1972 | No celebrado      | No celebrado    | No celebrado            |
| 1973 | No celebrado      | No celebrado    | No celebrado            |
| 1974 | No celebrado      | No celebrado    | No celebrado            |
| 1975 | No celebrado      | No celebrado    | No celebrado            |
| 1976 | Jimmy Connors     | Roscoe Tanner   | 6−3, 7−5, 6−4           |
| 1977 | Björn Borg        | John Lloyd      | 6−4, 6−4, 6−3           |
| 1978 | John McEnroe      | Tim Gullikson   | 6−7, 6−4, 7−6, 6−2      |
| 1979 | John McEnroe      | Harold Solomon  | 6−3, 6−4, 6−5           |
| 1980 | John McEnroe      | Gene Mayer      | 6−4, 6−3, 6−3           |
| 1981 | Jimmy Connors (2) | John McEnroe    | 3−6, 2−6, 6−3, 6−4, 6−2 |
| 1982 | John McEnroe      | Brian Gottfried | 6−3, 6−2, 6−4           |
| 1983 | John McEnroe (5)  | Jimmy Connors   | 7−5, 6−1, 6−4           |
| 1984 | Ivan Lendl        | Andrés Gómez    | 7−6, 6−2, 6−1           |
| 1985 | Ivan Lendl        | Boris Becker    | 6−7, 6−3, 4−6, 6−4, 6−4 |
| 1986 | Yannick Noah      | Jonas Svensson  | 6−2, 6−3, 6−7, 4−6, 7−5 |
| 1987 | Ivan Lendl (3)    | Anders Järryd   | 6−3, 6−2, 7−5           |
| 1988 | Jakob Hlasek      | Jonas Svensson  | 6−7, 3−6, 6−4, 6−0, 7−5 |
| 1989 | Michael Chang     | Guy Forget      | 6−2, 6−1, 6−1           |
| 1990 | Jakob Hlasek (2)  | Michael Chang   | 7−6, 6−3                |

### Dobles masculinos
| Año  | Vencedores                       | Finalistas                         | Resultado     |
| ---- | -------------------------------- | ---------------------------------- | ------------- |
| 1976 | Stan R. Smith Roscoe Tanner      | Wojtek Fibak Brian Gottfried       | 6−3, 7−6      |
| 1977 | Sandy A. Mayer Frew D. McMillan  | Brian Gottfried Raul Ramírez       | 6−3, 7−6      |
| 1978 |                                  |                                    |               |
| 1979 | Peter Fleming John McEnroe       | Tomas Smid Stan R. Smith           | 6−2, 6−3      |
| 1980 | Peter Fleming John McEnroe       | Bill Scanlin Eliot Teltscher       | 7−5, 6−3      |
| 1981 | Sherwood E. Stewart Ferdi Taygan | Peter Fleming John McEnroe         | 7−5, 6−7, 6−4 |
| 1982 | Peter Fleming John McEnroe       | Heinz Gunthardt Tomas Smid         | 7−6, 6−4      |
| 1983 | Peter Fleming John McEnroe       | Steve Denton Sherwood E. Stewart   | 6−3, 6−4      |
| 1984 | Andrés Gómez Ivan Lendl          | Pavel Slozil Tomas Smid            | 6−2, 6−2      |
| 1985 | Guy Forget Anders Järryd         | Boris Becker Slobodan Zivojinovic  | 7−5, 4−6, 7−5 |
| 1986 | Peter Fleming John McEnroe (5)   | Sherwood E. Stewart Kim G. Warwick | 3−6, 7−6, 6−2 |
| 1987 | Miroslav Mecir Tomas Smid        | Ken Flach Robert Seguso            | 7−5, 6−4      |
| 1988 | Ken Flach Robert Seguso          | Martin Davis Brad Drewett          | 7−5, 6−2      |
| 1989 | Jakob Hlasek John McEnroe        | Jeremy Bates Kevin Curren          | 6−1, 7−6      |
| 1990 | Jim Grabb Patrick McEnroe        | Rick Leach Jim R. Pugh             | 7−6, 4−6, 6−3 |